# Sébastien Rabiller
Sébastien Rabiller (?, 1977) is een Frans componist, muziekpedagoog, musicoloog en dirigent.

## Levensloop
Rabiller begon met muziek- en orgellessen op 10-jarige leeftijd aan de muziekschool van Sables d’Olonnes en de muziekschool La Roche-sur-Yon. Vervolgens studeerde hij aan het Conservatoire National de Région de Tours te Tours (Indre-et-Loire) en aan het Conservatoire National de Région d'Angers in Angers. Verder studeerde hij musicologie aan de Université François-Rabelais in Tours (Indre-et-Loire) en behaalde in 1998 zijn diploma. In 2000 behaalde hij het hoger diploma van de "Centre Formation Enseignement Danse Musique" (CeFeDem) aan de CESMD Centre d'études supérieures de musique et de danse de Poitiers alsook een 1e prijs in harmonieleer aan het Conservatoire National de Région de Tours. 
Hij was een jaar docent aan de muziekschool van Saint-Brieuc en sinds september 2001 is hij docent voor muziekopleiding en solfège aan het Le Conservatoire de Musique, de Danse et d'Art Dramatique du Choletais. Sinds 2002 doceert hij eveneens voor de Fédération Musicale des Pays de la Loire (FMPL) de opleiding van dirigenten voor harmonieorkesten in de regio, om het Diplôme d’Aptitude à la Direction des Sociétés Musicales (DADSM) te bereiken.
Rabiller werkt ook als organist aan de kerk in Saint-Mathurin-sur-Loire. 
Als componist schreef hij werken voor harmonieorkest en won met Cerf Volant de 2e prijs tijdens de internationale compositiewedstrijd "Coups de vents" in 2008 in Le Havre.

## Composities

### Werken voor harmonieorkest
- 2006 Far West, voor harmonieorkest
- 2008 Cerf Volant, voor harmonieorkest (won de 2e prijs tijdens de internationale compositiewedstrijd "Coups de vents" in 2008)
- 2009 Fox Trot Bells
- Concert, voor altsaxofoon en harmonieorkest

### Werken voor beiaard
- Rhapsodie de Saint-Éloi, voor beiaard en orkest

- Bibliothèque nationale de France: cb16243829t (data)
- International Standard Name Identifier: 0000 0001 0748 3269
- Virtual International Authority File: 160064966